# Колодробский сельский совет
Колодробский сельский совет (укр. Колодрібська сільська рада) — входит в состав
Залещицкого района
Тернопольской области
Украины.
Административный центр сельского совета находится в 
с. Колодробка.

## Населённые пункты совета
- с. Колодробка